# Kommunalvalet i Stockholm 2022
Kommunalvalet i Stockholms 2022 hölls den 11 september 2022, samtidigt som riksdags- och regionvalet, för att välja 101 ledamöter till Stockholms kommunfullmäktige.

## Resultat
Spärren till Stockholms kommunfullmäktige var 3% av rösterna. 
| Parti                | Parti                    | Röster  | Röster   | Röster | Mandatfördelning | Mandatfördelning |
| Parti                | Parti                    | Antal   | %        | +− %   | Antal            | +−               |
| -------------------- | ------------------------ | ------- | -------- | ------ | ---------------- | ---------------- |
|                      | Socialdemokraterna       | 180 173 | 29,43 %  | ▲7,13  | 31               | ▲8               |
|                      | Moderata samlingspartiet | 112 220 | 18,33 %  | ▼2,65  | 20               | ▼2               |
|                      | Vänsterpartiet           | 94 115  | 15,37 %  | ▲2,34  | 16               | ▲3               |
|                      | Sverigedemokraterna      | 49 182  | 8,03 %   | ▲0,07  | 9                | ▲1               |
|                      | Liberalerna              | 48 865  | 7,98 %   | ▼2,09  | 8                | ▼2               |
|                      | Centerpartiet            | 40 992  | 6,69 %   | ▼1,20  | 7                | ▼1               |
|                      | Miljöpartiet de Gröna    | 36 907  | 6,03 %   | ▼2,30  | 6                | ▼3               |
|                      | Kristdemokraterna        | 23 457  | 3,83 %   | ▼1,22  | 4                | ▼1               |
|                      | Feministiskt Initiativ   | 7 226   | 1,18 %   | ▼2,12  | 0                | ▼3               |
|                      | Medborgerlig samling     | 7 152   | 1,17 %   | ▲0,73  | 0                | ▬ 0              |
|                      | Övriga partier           | 12 007  | 1,96 %   | ▲0,88  | —                | —                |
| Antal giltiga röster | Antal giltiga röster     | 612 296 | 100,00 % | —      | 101              | —                |
| Valdeltagande        | Valdeltagande            | 618 245 | 79,94 %  | ▼3,58  |                  |                  |